# Astra Goldmane
Astra Goldmane (o Goldman; nascuda Astra Ozola a Riga el 24 de juny de 1956) és una jugadora d'escacs letona, ja retirada de la competició, que va jugar la major part de la seva carrera sota bandera soviètica. Durant els anys 1970 i 1980s fou una de les millors escaquistes de Letònia.

## Resultats destacats en competició
El 1974, obtingué la 4a posició al campionat juvenil femení de la Unió Soviètica disputat a Tallinn. Posteriorment guanyaria el campionat femení de Letònia tres cops, els anys 1975, 1981, i 1983.

### Participació en competicions per equips
Astra Goldmane va participar, representant Letònia, en diverses competicions soviètiques per equips:
- El 1974, obtingué el millor resultat al novè tauler a la Copa de l'URSS per equips a Moscou (+7, =2, -0).[3]
- El 1975, al vuitè tauler a l'Espartaquiada de l'URSS a Riga (+1, =2, -5).[4]
- El 1976, al novè tauler a la Copa de l'URSS per equips a Tbilisi (+2, =3, -2).[5]
- El 1983, al setè tauler a l'Espartaquiada de l'URSS a Moscou (+2, =4, -3).[6]